# Fukutoshin-Linie
| Serie 10000-Zug auf der Fukutoshin-Linie |                   |                         |                         |
| Netz der Tokyo Metro, Fukutoshin-Linie in Braun |                   |                         |                         |
| Streckenlänge: | 20,2 km           |                         |                         |
| Spurweite: | 1067 mm (Kapspur) |                         |                         |
| Stromsystem: | 1500 V =          |                         |                         |
| Streckengeschwindigkeit: | 80 km/h           |                         |                         |
| |                   |                         |                         |
| \| \| \| \| \| \| \| 0,0 \| F01 Wakōshi \| F01 Wakōshi \| \| \| 2,2 \| F02 Chikatetsu-narimasu \| F02 Chikatetsu-narimasu \| \| \| 3,6 \| F03 Chikatetsu-akatsuka \| F03 Chikatetsu-akatsuka \| \| \| 5,4 \| F04 Heiwadai \| F04 Heiwadai \| \| \| 6,8 \| F05 Hikawadai \| F05 Hikawadai \| \| \| 8,3 \| F06 Kotake-mukaihara \| F06 Kotake-mukaihara \| \| \| 9,4 \| F07 Senkawa \| F07 Senkawa \| \| \| 10,4 \| F08 Kanamechō \| F08 Kanamechō \| \| \| 11,3 \| F09 Ikebukuro \| F09 Ikebukuro \| \| \| \| Yūrakuchō-Linie \| \| \| \| 13,1 \| F10 Zōshigaya \| F10 Zōshigaya \| \| \| 14,6 \| F11 Nishi-Waseda \| F11 Nishi-Waseda \| \| \| 15,5 \| F12 Higashi-Shinjuku \| F12 Higashi-Shinjuku \| \| \| 16,6 \| F13 Shinjuku-sanchōme \| F13 Shinjuku-sanchōme \| \| \| 18,0 \| F14 Kita-sandō \| F14 Kita-sandō \| \| \| 19,2 \| F15 Meiji-jingūmae \| F15 Meiji-jingūmae \| \| \| 20,2 \| F16 Shibuya \| F16 Shibuya \| |                   |                         |                         |
| U-Bahn-Betriebs-/Güterbahnhof Streckenanfang (im Tunnel) |                   |                         |                         |
| U-Bahn-Bahnhof (im Tunnel) | 0,0               | F01 Wakōshi             | F01 Wakōshi             |
| U-Bahn-Bahnhof (im Tunnel) | 2,2               | F02 Chikatetsu-narimasu | F02 Chikatetsu-narimasu |
| U-Bahn-Bahnhof (im Tunnel) | 3,6               | F03 Chikatetsu-akatsuka | F03 Chikatetsu-akatsuka |
| U-Bahn-Bahnhof (im Tunnel) | 5,4               | F04 Heiwadai            | F04 Heiwadai            |
| U-Bahn-Bahnhof (im Tunnel) | 6,8               | F05 Hikawadai           | F05 Hikawadai           |
| U-Bahn-Bahnhof (im Tunnel) | 8,3               | F06 Kotake-mukaihara    | F06 Kotake-mukaihara    |
| U-Bahn-Bahnhof (im Tunnel) | 9,4               | F07 Senkawa             | F07 Senkawa             |
| U-Bahn-Bahnhof (im Tunnel) | 10,4              | F08 Kanamechō           | F08 Kanamechō           |
| U-Bahn-Bahnhof (im Tunnel) | 11,3              | F09 Ikebukuro           | F09 Ikebukuro           |
| U-Bahn-Abzweig geradeaus und nach links (im Tunnel) |                   | Yūrakuchō-Linie         | Yūrakuchō-Linie         |
| U-Bahn-Bahnhof (im Tunnel) | 13,1              | F10 Zōshigaya           | F10 Zōshigaya           |
| U-Bahn-Bahnhof (im Tunnel) | 14,6              | F11 Nishi-Waseda        | F11 Nishi-Waseda        |
| U-Bahn-Bahnhof (im Tunnel) | 15,5              | F12 Higashi-Shinjuku    | F12 Higashi-Shinjuku    |
| U-Bahn-Bahnhof (im Tunnel) | 16,6              | F13 Shinjuku-sanchōme   | F13 Shinjuku-sanchōme   |
| U-Bahn-Bahnhof (im Tunnel) | 18,0              | F14 Kita-sandō          | F14 Kita-sandō          |
| U-Bahn-Bahnhof (im Tunnel) | 19,2              | F15 Meiji-jingūmae      | F15 Meiji-jingūmae      |
| U-Bahn-Kopfbahnhof Streckenende (im Tunnel) | 20,2              | F16 Shibuya             | F16 Shibuya             |

Die Fukutoshin-Linie (jap. 副都心線, Fukutoshin-sen) ist eine U-Bahn-Linie der Tōkyō Metro im westlichen Zentrum von Tokio. Die abschnittweise zwischen 1994 und 2008 eröffnete Strecke ist die neueste der U-Bahn Tokio und wird in der näheren Zukunft voraussichtlich die letzte bleiben. Ihre Kennzeichnung im Streckenplan ist die Farbe Braun  und der Buchstabe F für die Bahnhöfe.

## Geschichte

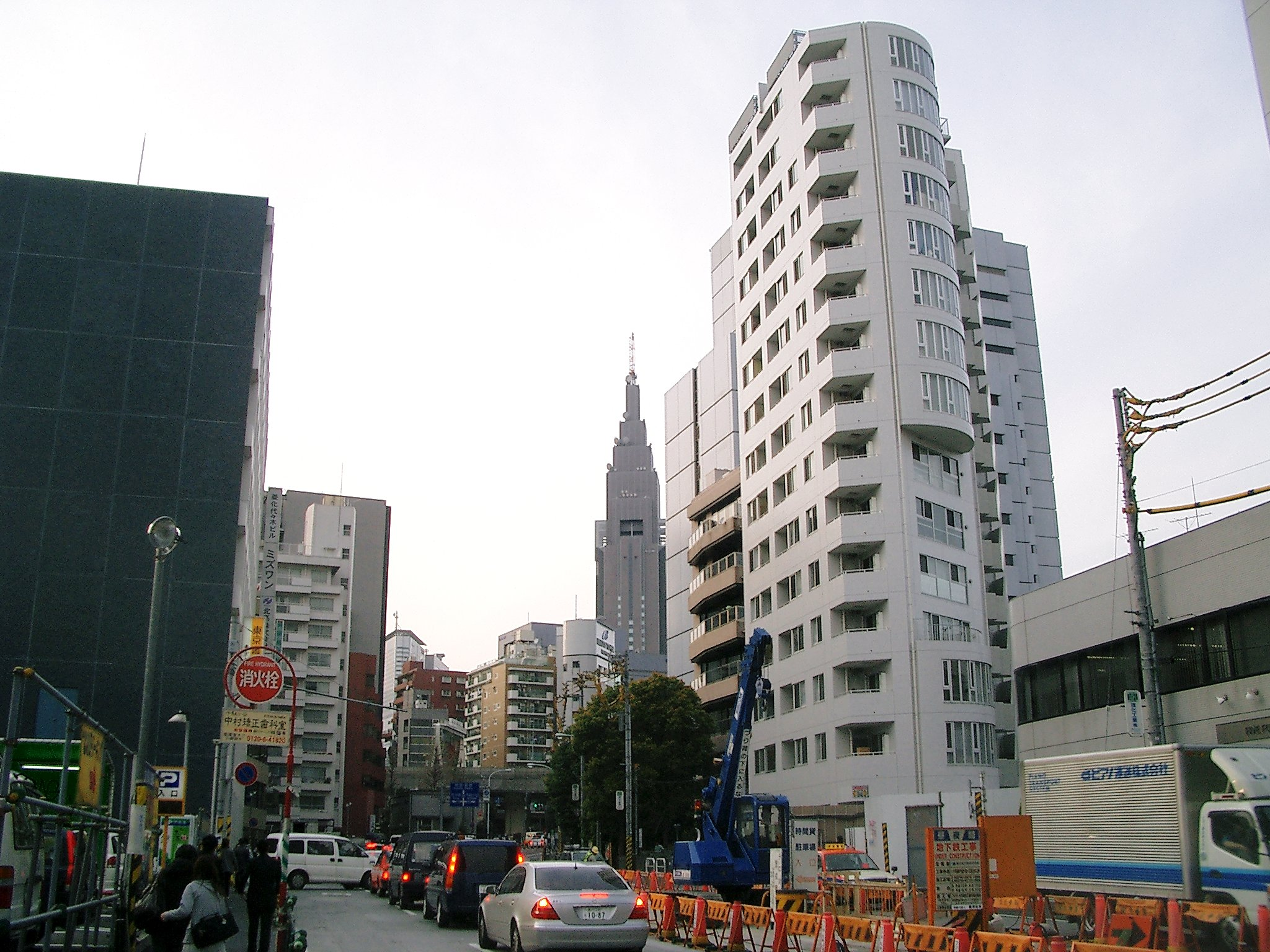
Baustelle am U-Bahnhof Kita-sandō 2006

Fukutoshin bedeutet auf Japanisch „zweites Stadtzentrum“, die Fukutoshin-Linie verbindet drei von Tokios sekundären Stadtzentren: Ikebukuro, Shinjuku und Shibuya. Vor ihrer Eröffnung hatte nur die JR East eine Bahnverbindung zwischen diesen Vierteln (die Yamanote-Linie, die Saikyō-Linie und die Shōnan-Shinjuku-Linie). Die neue Verbindung wurde gegen die Überfüllung auf diesem Abschnitt konzipiert, und um eine günstige Durchgangsverbindung zwischen dem nordwestlichen, dem südwestlichen und dem zentralen Teil Tokios zu bieten.
Die Strecke wurde ursprünglich 1972 als Passage von Shiki nach Shinjuku geplant, mit der Möglichkeit einer späteren Erweiterung zum Bahnhof Shinagawa und dem Flughafen Tokio-Haneda. 1985 schlug ein anderer Ausschuss des Verkehrsministeriums vor, die Strecke in Shibuya enden zu lassen. Ein Teil am nördlichen Ende der ursprünglich geplanten Strecke wurde überflüssig, worauf der Plan um eine Erweiterung bis zur Tōbu Tōjō-Hauptlinie und dem Durchgangsverkehr von der Yūrakuchō-Linie der Tōkyō Metro verbessert wurde.
Ein 3,2 km langes Segment von Kotake-mukaihara nach Ikebukuro, das parallel zur Yūrakuchō-Linie verläuft, wurde 1994 in Betrieb genommen. Dieses Segment war ursprünglich als die Neue Yūrakuchō-Linie (有楽町新線, Yūrakuchō Shin-sen) bekannt, und operierte ohne Zwischenstopps.
Das neueste Segment, welches Shinjuku und Shibuya über Zōshigaya und Sendagaya mit dem Meiji-Schrein verbindet, wurde am 14. Juni 2008 eröffnet, womit die Fukutoshin-Linie offiziell abgeschlossen war. Auch der Betrieb zu den Stationen Senkawa und Kanamechō, welche von der Neuen Yūrakuchō-Linie umgangen wurden, wurde an dem Tag aufgenommen. Außerdem wird der Verbindungsverkehr zum Bahnhof Kawagoe-shi an der Tōbu Tōjō-Hauptlinie und dem Bahnhof Hannō auf der Seibu Ikebukuro-Linie angeboten.
Wegen technischen Problemen hatten die Züge in den ersten Tagen eine Verspätung von bis zu 30 Minuten.
Seit dem 16. März 2013 benutzt die Tōkyū Tōyoko-Linie den Endbahnhof der Fukutoshin-Linie in Shibuya mit. Somit können Züge der Minatomirai-Linie in Yokohama und der Toyoko-Linie direkt über die Fukutoshin-Linie auf die Seibu Ikebukuro-Linie nach Seibu-Chichibu oder auf die Tōbu Tōjō-Hauptlinie nach Shinrin-kōen geleitet werden, was einen nahtlos durchgehenden Verkehr ohne Umstieg auf den einzelnen Abschnitten ermöglicht.
Bis 2017 verkehrten die S-Train-Züge zwischen Motomachi-Chukagai und Seibu-Chichibu.

## Strecke
| Nr. | Station             | Distanz (km) | Distanz (km) | Express hält | Express hält | Express hält     | Umstiegsmöglichkeit | Standort | Standort          |
| Nr. | Station             | Aktuell      | Tarifzone    | S-Train      | Express      | Pendler- express | Umstiegsmöglichkeit | Standort | Standort          |
| --- | ------------------- | ------------ | ------------ | ------------ | ------------ | ---------------- | --- | -------- | ----------------- |
| F1  | Wakōshi             | 0,0          | 0,0          |              | X            | X                | Yūrakuchō-Linie (selbe Gleise), Tōbu Tōjō-Hauptlinie                                                                                           | Wakō     | Präfektur Saitama |
| F2  | Chikatetsu-narimasu | 2,2          | 2,2          |              |              | X                | Yūrakuchō-Linie (selbe Gleise) | Itabashi | Präfektur Tokio   |
| F3  | Chikatetsu-akatsuka | 3,6          | 3,6          |              |              | X                | Yūrakuchō-Linie (selbe Gleise) | Nerima   | Präfektur Tokio   |
| F4  | Heiwadai            | 5,4          | 5,4          |              |              | X                | Yūrakuchō-Linie (selbe Gleise) | Nerima   | Präfektur Tokio   |
| F5  | Hikawadai           | 6,8          | 6,8          |              |              | X                | Yūrakuchō-Linie (selbe Gleise) | Nerima   | Präfektur Tokio   |
| F6  | Kotake-mukaihara    | 8,3          | 8,3          |              | X            | X                | Yūrakuchō-Linie (selbe Gleise), Seibu Yūrakuchō-Linie (selbe Gleise)                                                                           | Nerima   | Präfektur Tokio   |
| F7  | Senkawa             | 9,4          | 9,3          |              |              |                  | Yūrakuchō-Linie | Toshima  | Präfektur Tokio   |
| F8  | Kanamechō           | 10,4         | 10,3         |              |              |                  | Yūrakuchō-Linie | Toshima  | Präfektur Tokio   |
| F9  | Ikebukuro           | 11,3         | 11,5         | X            | X            | X                | Marunouchi-Linie, Yūrakuchō-Linie, Saikyō-Linie, Shōnan-Shinjuku-Linie, Yamanote-Linie, Tōbu Tōjō-Hauptlinie, Seibu Ikebukuro-Linie            | Toshima  | Präfektur Tokio   |
| F10 | Zōshigaya           | 13,1         | 13,3         |              |              |                  | Toden-Arakawa-Linie (Kishibojinmae) | Toshima  | Präfektur Tokio   |
| F11 | Nishi-waseda        | 14,6         | 14,8         |              |              |                  | | Shinjuku | Präfektur Tokio   |
| F12 | Higashi-Shinjuku    | 15,5         | 15,7         |              |              |                  | Ōedo-Linie | Shinjuku | Präfektur Tokio   |
| F13 | Shinjuku-sanchōme   | 16,6         | 16,8         | X            | X            | X                | Marunouchi-Linie, Toei Shinjuku-Linie | Shinjuku | Präfektur Tokio   |
| F14 | Kita-sandō          | 18,0         | 18,2         |              |              |                  | | Shibuya  | Präfektur Tokio   |
| F15 | Meiji-jingūmae      | 19,2         | 19,4         |              | X            |                  | Chiyoda-Linie, Yamanote-Linie (Bahnhof Harajuku)                                                                                               | Shibuya  | Präfektur Tokio   |
| F16 | Shibuya             | 20,2         | 20,4         | X            | X            | X                | Tōyoko-Linie, Yamanote-Linie, Saikyō-Linie, Shōnan-Shinjuku-Linie, Ginza-Linie, Hanzōmon-Linie, Tōkyū Den’entoshi-Linie, Keiō Inokashira-Linie | Shibuya  | Präfektur Tokio   |

## Fahrzeuge
Auf der Fukutoshin-Linie verkehren Triebzüge mit 8 und 10 Wagen. Aufgrund des gemeinsam betriebenen Abschnitts mit der Yūrakuchō-Linie zwischen Wakōshi und Ikebukuro werden auf beiden Linien Züge gleichen Typs eingesetzt. Tōkyō-Metro setzt dabei 36 Zehnwagenzüge der Serie 10000 ein. Die Serie 7000 wird ab 2021 durch die Serie 17000 ersetzt. Aufgrund wechselseitigen Betriebs mit Tōbu und Seibu im Norden und Tokyu und der Minatomirai-Linie in Yokohama verkehren auch Züge dieser Gesellschaften auf der Fukutoshin-Linie.
Tōbu setzt die Serien 9000 und 50070, Seibu die Serien 6000 und 40000 und Tokyu die Serie 5000 ein. Die Serie Y500 ist eine achtteilige Variante des letzten Typs im Eigentum der Yokohama Kōsoku Tetsudō. 

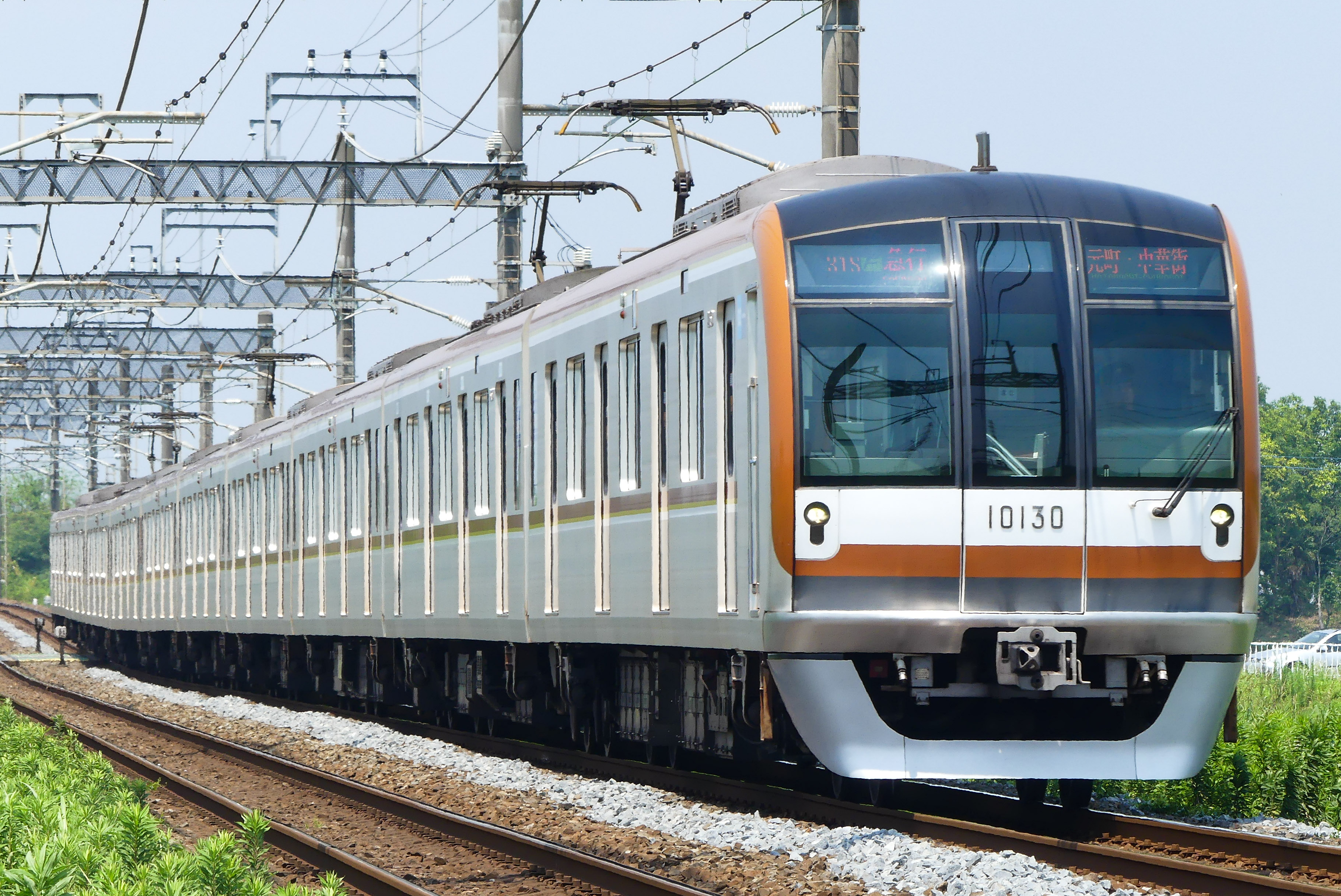
Tōkyō-Metro-Serie 10000
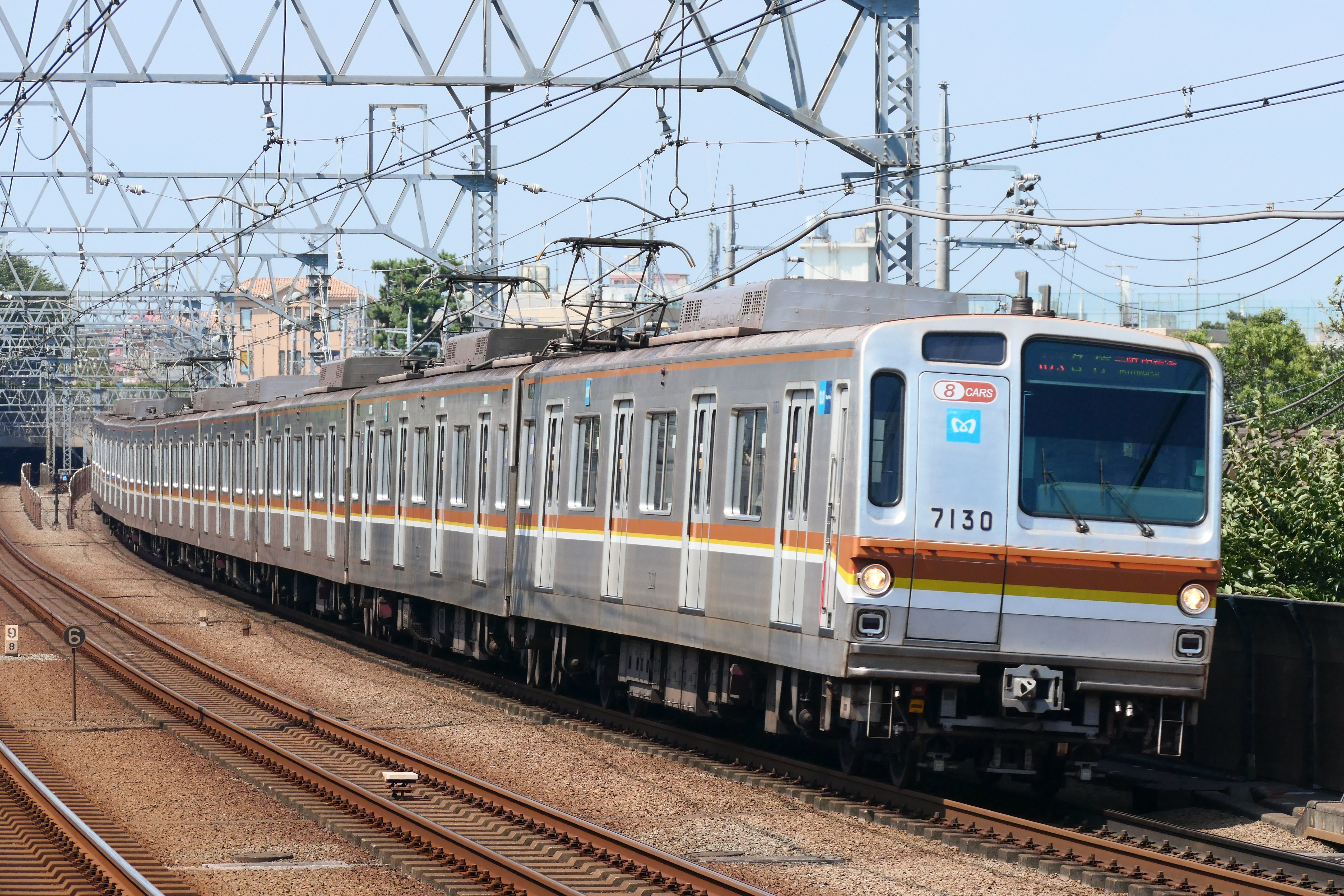
Tōkyō-Metro-Serie 7000
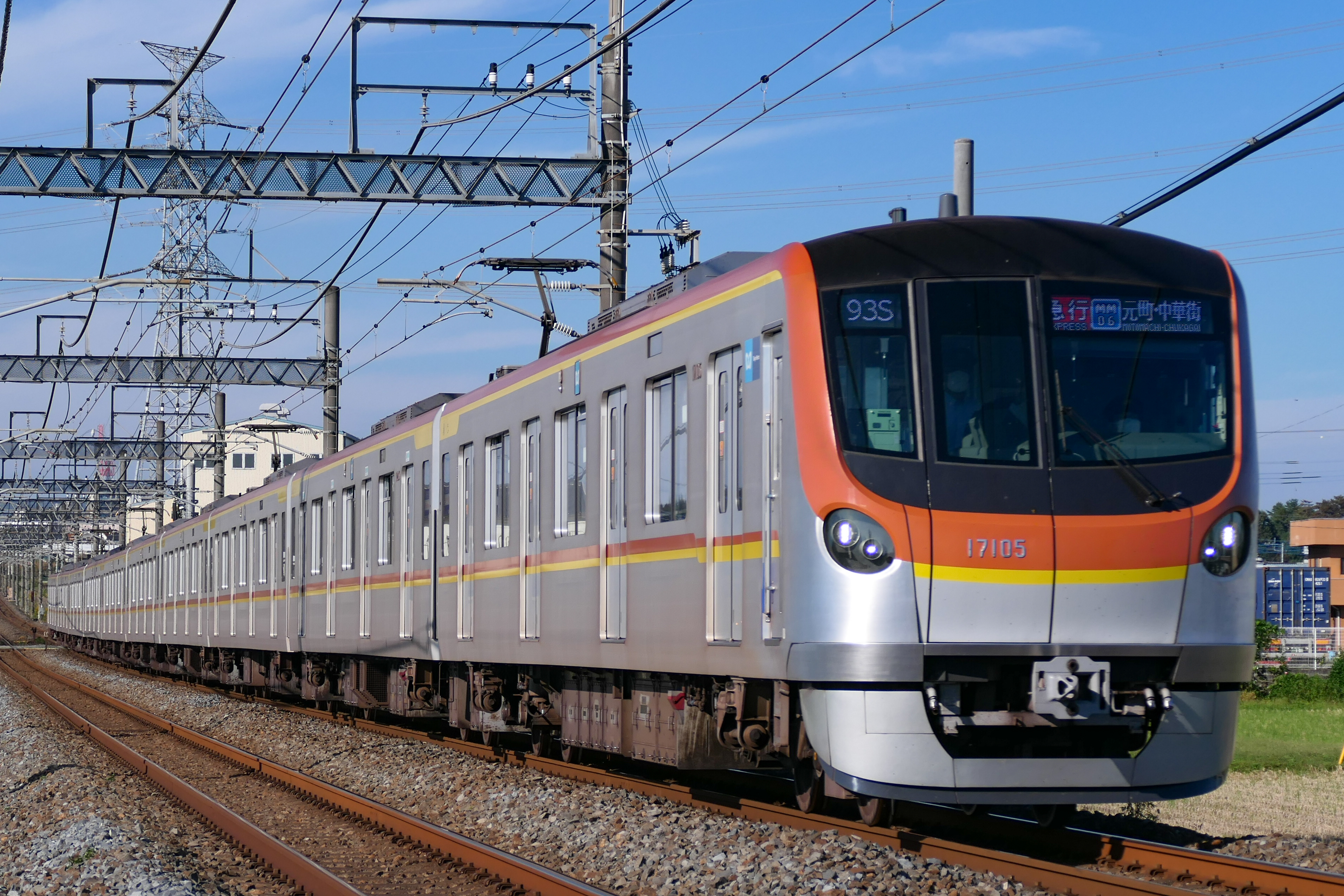
Tōkyō-Metro-Serie 17000
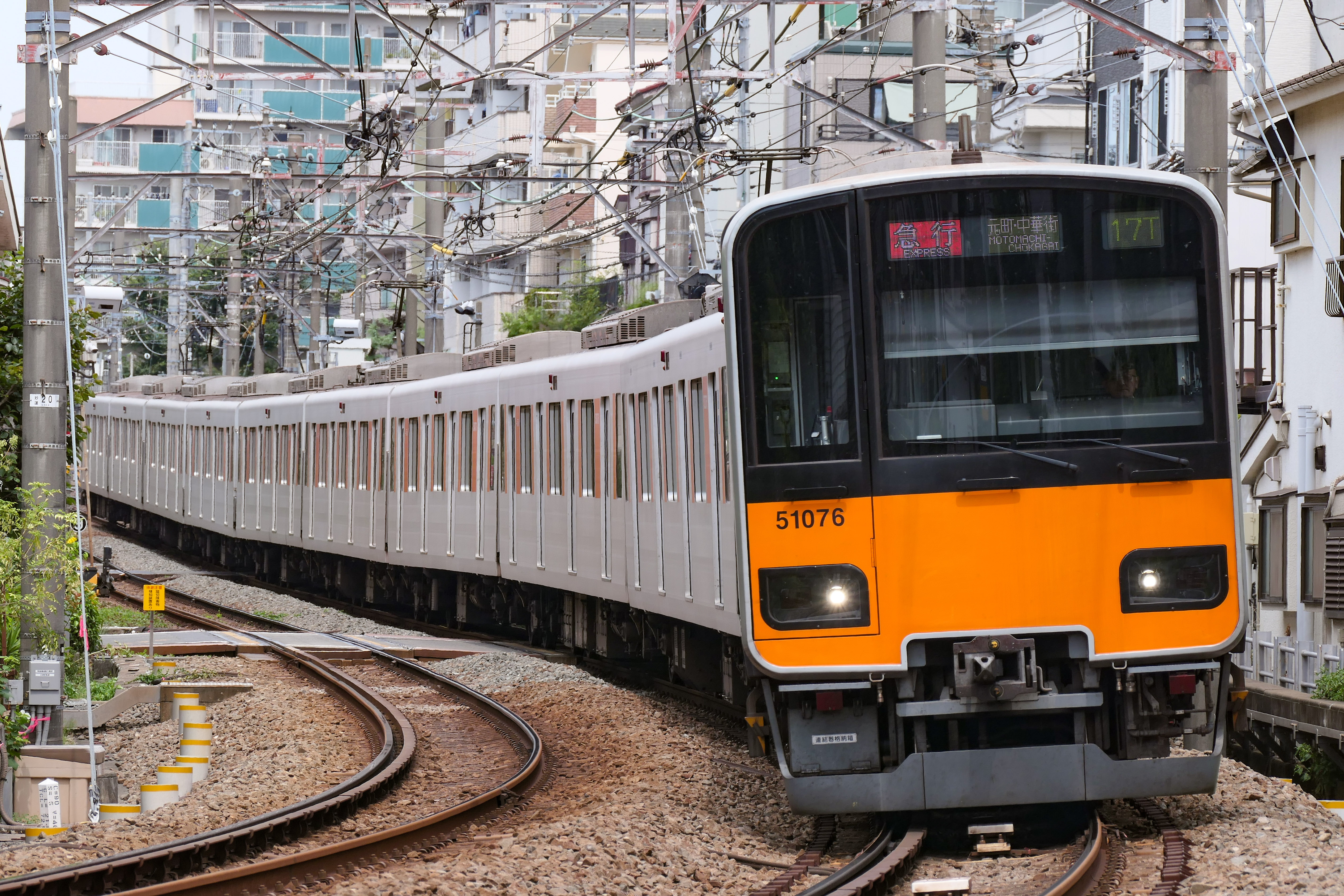
Tōbu-Serie 50070
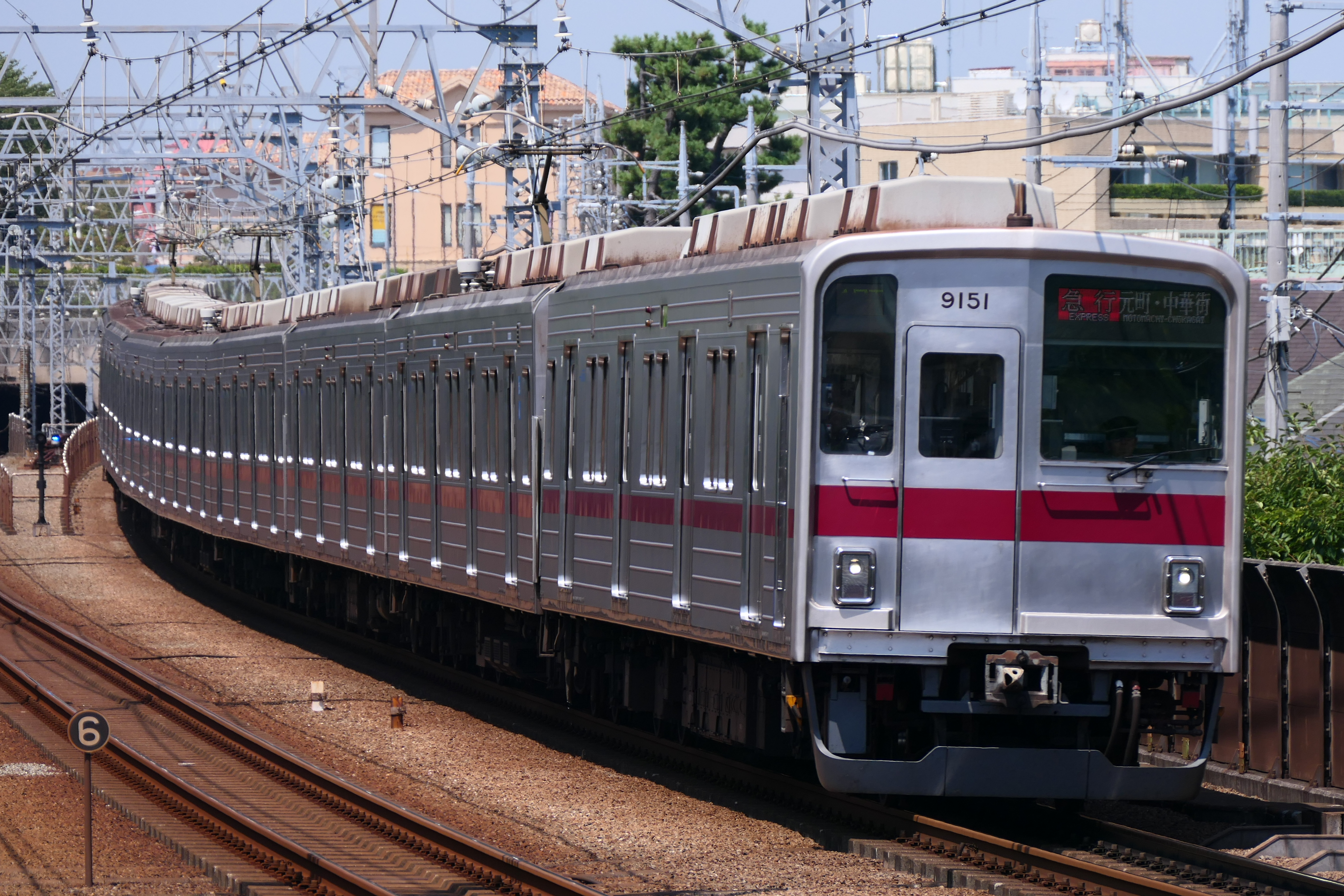
Tōbu-Serie 9000
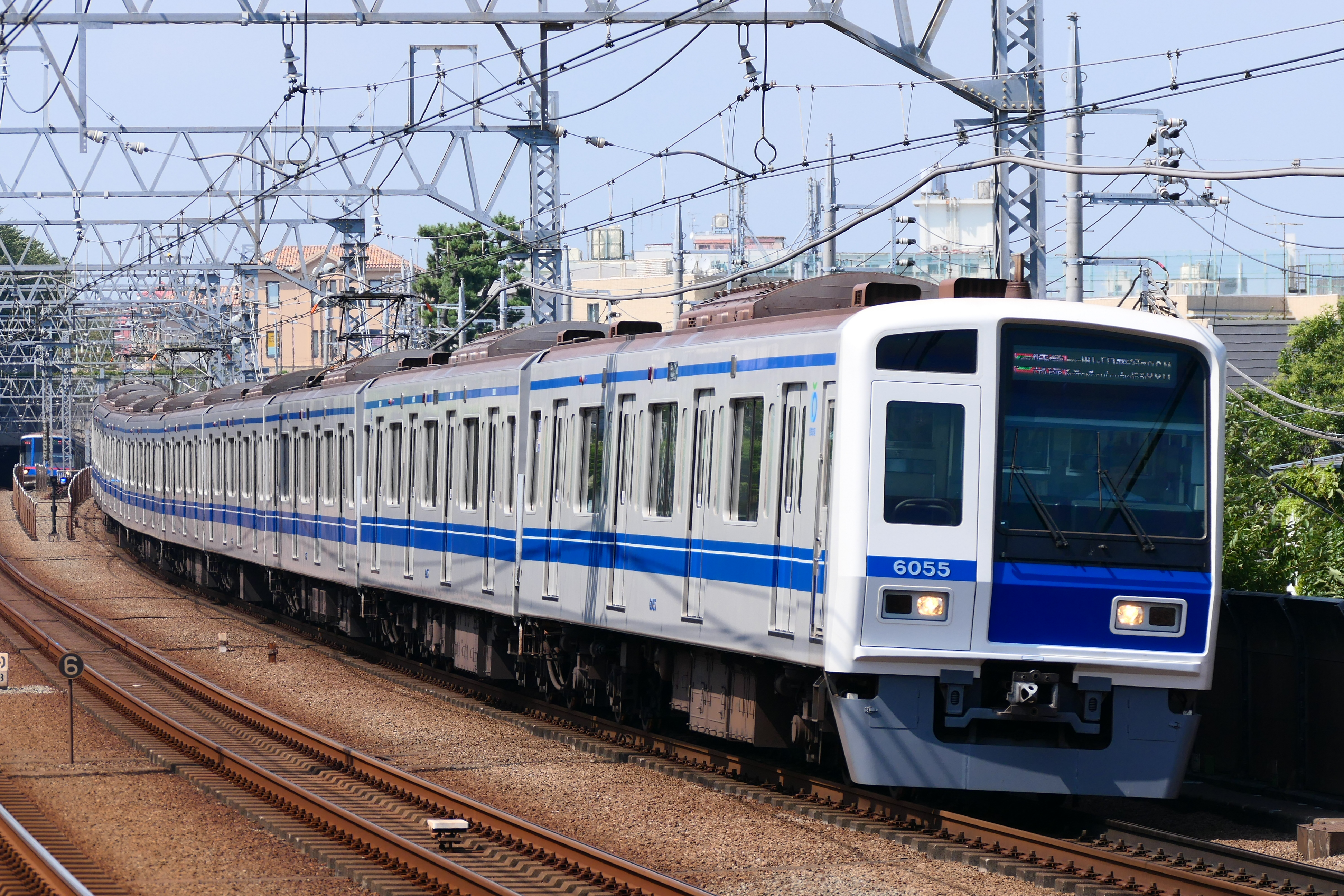
Seibu-Serie 6000
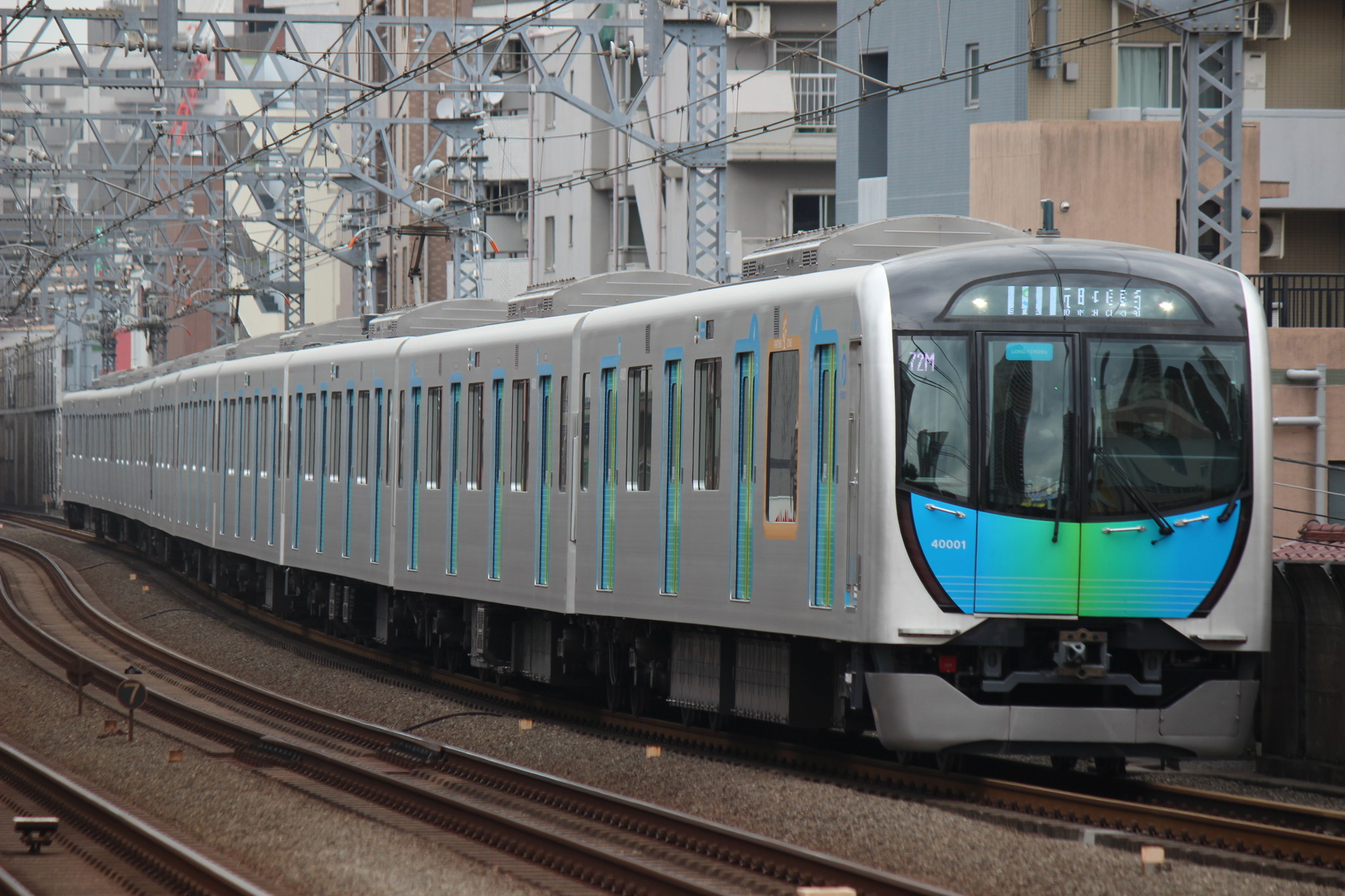
Seibu-Serie 40000
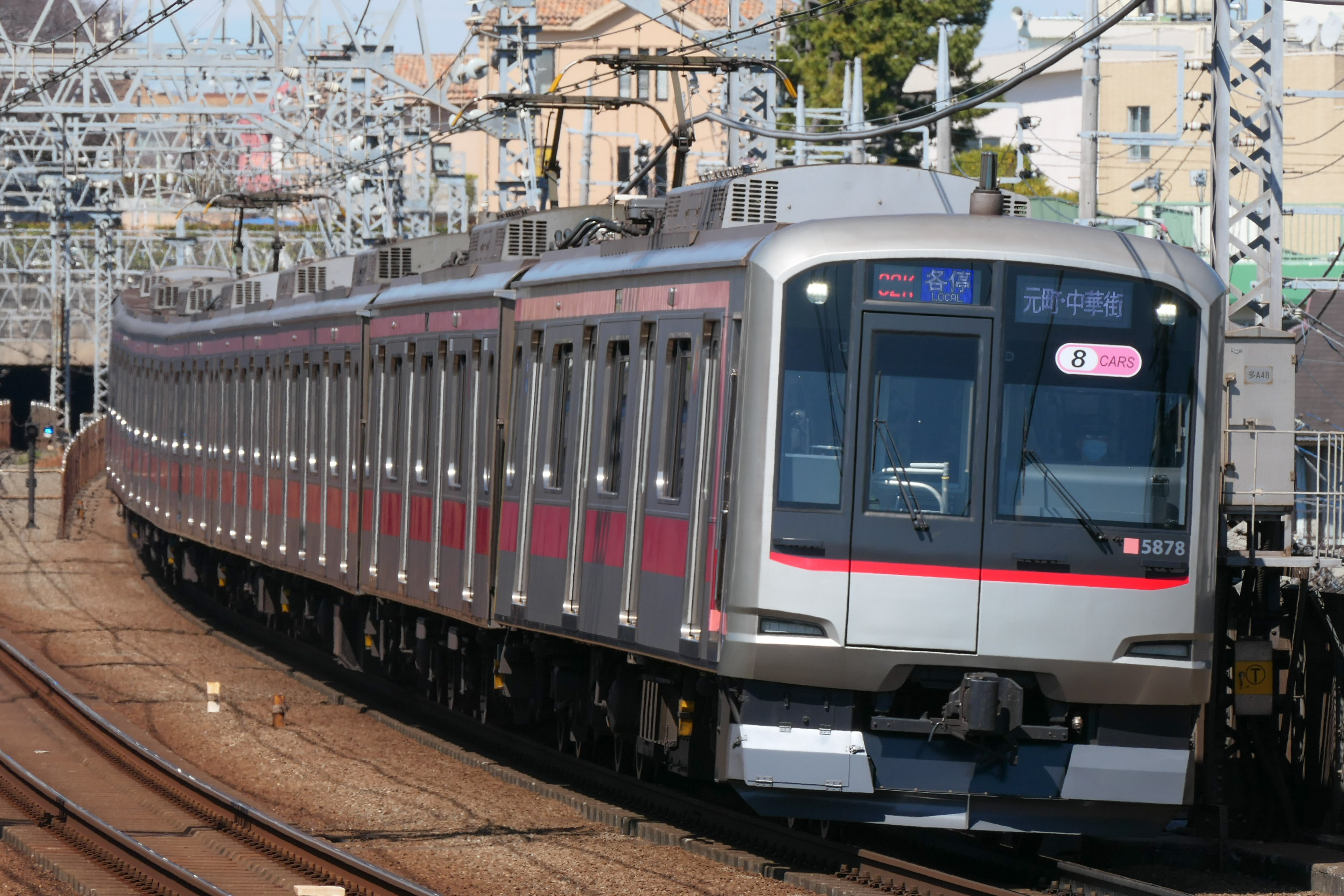
Tōkyū-Serie 5050
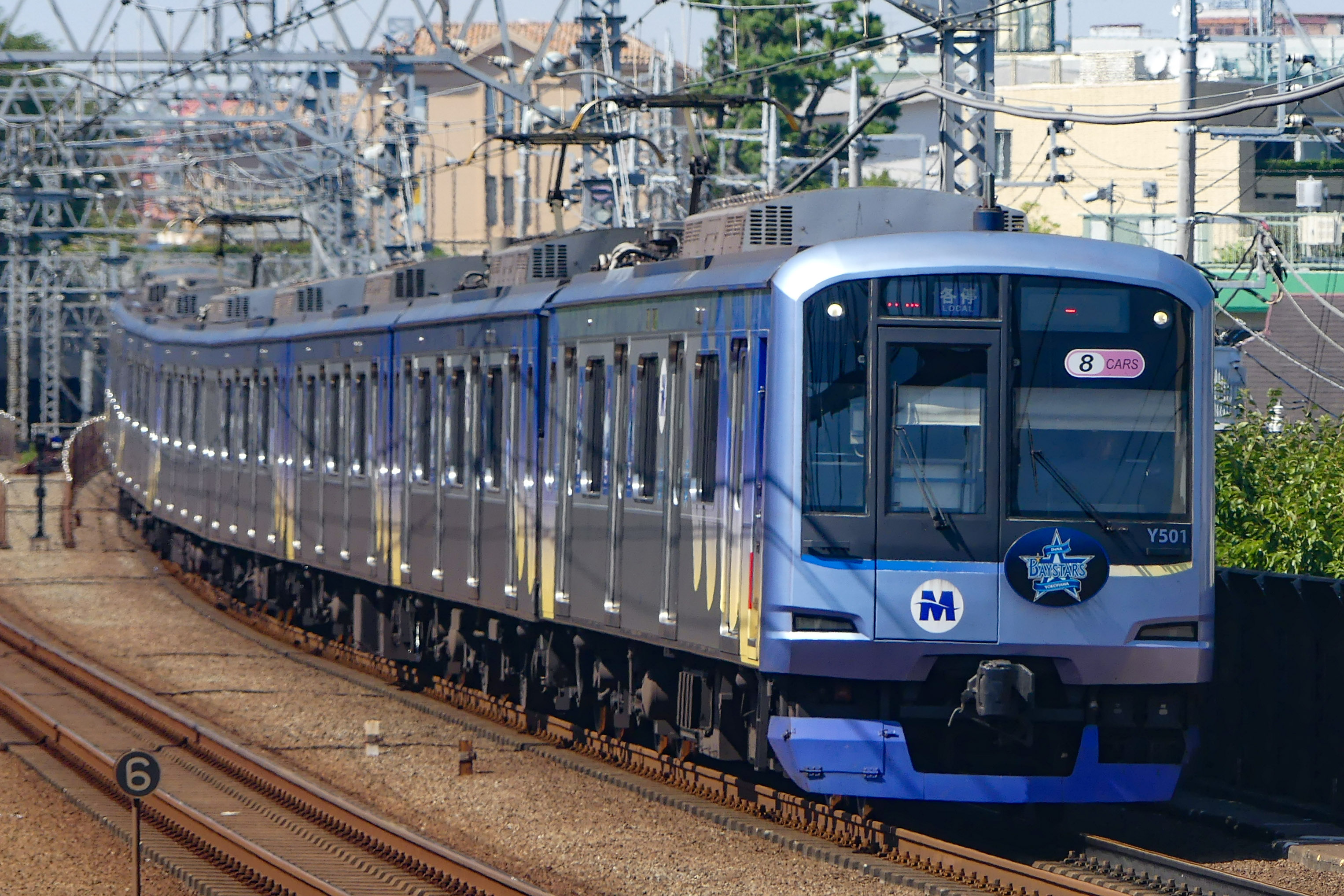
Yokohama-kōsoku-Tetsudō-Serie Y500